# Kakimoto Kenta
Kakimoto Kenta (柿本 健太 Kakimoto Kenta, sinh ngày 19 tháng 10 năm 1990) là một cầu thủ bóng đá người Nhật Bản. Anh thi đấu cho Suzuka Unlimited FC.

## Thống kê câu lạc bộ
Cập nhật đến ngày 31 tháng 12 năm 2015.
| Thành tích câu lạc bộ | Thành tích câu lạc bộ | Thành tích câu lạc bộ | Giải vô địch | Giải vô địch | Cúp                   | Cúp                   | Tổng cộng | Tổng cộng |
| Mùa giải              | Câu lạc bộ            | Giải vô địch          | Số trận      | Bàn thắng    | Số trận               | Bàn thắng             | Số trận   | Bàn thắng |
| Nhật Bản              | Nhật Bản              | Nhật Bản              | Giải vô địch | Giải vô địch | Cúp Hoàng đế Nhật Bản | Cúp Hoàng đế Nhật Bản | Tổng cộng | Tổng cộng |
| --------------------- | --------------------- | --------------------- | ------------ | ------------ | --------------------- | --------------------- | --------- | --------- |
| 2013                  | Giravanz Kitakyushu   | J2 League             | 18           | 2            | 0                     | 0                     | 18        | 2         |
| 2014                  | Giravanz Kitakyushu   | J2 League             | 3            | 0            | 0                     | 0                     | 3         | 0         |
| 2015                  | Blaublitz Akita       | J3 League             | 9            | 1            | –                     | –                     | 9         | 1         |
| 2015                  | Suzuka Unlimited FC   | JRL (Tokai, Div. 1)   | 4            | 1            | –                     | –                     | 4         | 1         |
| Tổng                  | Tổng                  | Tổng                  | 34           | 4            | 0                     | 0                     | 34        | 4         |